# 会津丰川站
會津豐川站（日语：／ Aizu-toyokawa eki */?）是東日本旅客鐵道（JR東日本）的一個鐵路車站，座落於福島縣喜多方市，為無人車站，並由鄰站喜多方站管理。車站附近多為農地，民居極為稀疏亦相距甚遠，最後一次有正式乘車記錄已經追溯至2004年，平均乘車人數為8人。自此以後，不論福島縣統計書或喜多方市的統計網頁均再沒有相關的資料。
現時每日只有5來回普通列車班次停靠本站，其餘班次列車均全部通過不停靠。

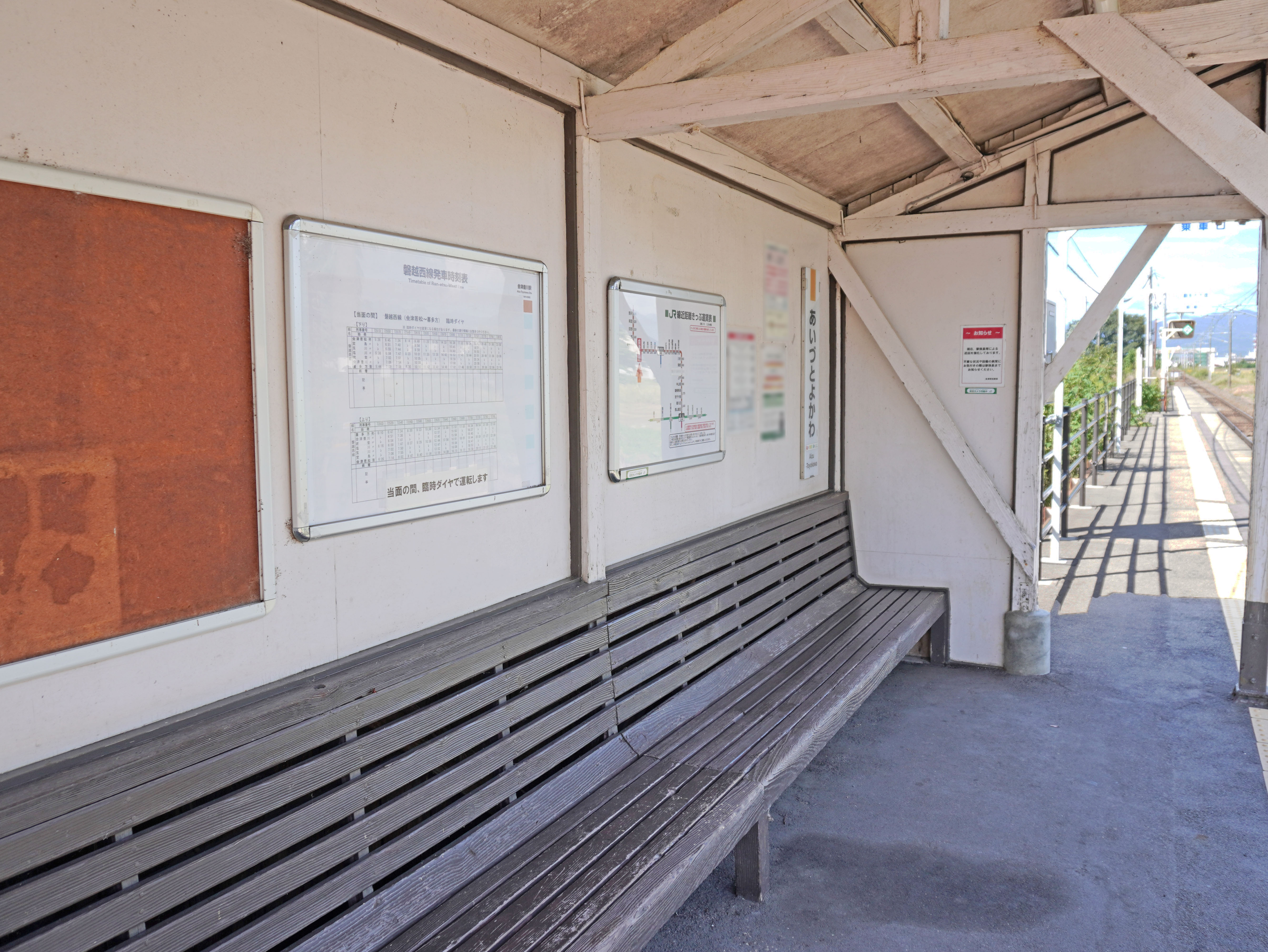
候車室（2022年9月）

## 車站結構
現時採用為簡易車站模式運作，沒有站房，並只設有側式月台1座，提供1面1線的月台配置，列車不能在此進行交換。

## 相鄰車站
東日本旅客鐵道
■磐越西線
□快速「阿賀野」、□快速
通過
■普通（只限一部分列車停靠）
姥堂－會津豐川－喜多方

## 外部連結
- JR東日本 会津丰川站 （页面存档备份，存于）